# Amanita proxima
Amanita proxima là một loài nấm thuộc chi Amanita trong họ Amanitaceae. Loài này được Dumée miêu tả khoa học lần đầu tiên năm 1916. Amanita proxima được tìm thấy ở một số quốc gia như Pháp, Ý, Tây Ban Nha.